# Cour de l'Apothicairerie
La cour de l'Apothicairerie est une cour intérieure du château de Versailles, en France.

## Localisation
La cour de l'Apothicairerie est située dans l'aile du Midi du château de Versailles.